# 胡明 (象棋棋手)
胡明（1971年7月21日—），河北深泽人，中国象棋棋手，女子世界冠军。

## 生平
胡明自幼学习象棋，曾师从象棋大师刘殿中。1986年，年仅15岁的胡明夺得全国象棋个人赛女子冠军。1987年获“金星杯”中国象棋大师精英赛冠军。她于1987年至1989年在连续三届全国个人赛中位列亚军，此后于1990年至1994年间又连续五届蝉联全国个人赛冠军。1990年获女子特级大师称号。在世界赛场上，她于1991年、1993年两度在世界象棋锦标赛中夺魁。1990年、1992年她代表中国队出战亚洲象棋锦标赛并获得女子团体冠军，1994年她又在亚锦赛上夺得女子个人冠军。由此，胡明成为了历史上首位夺得世界、亚洲、全国锦标赛所有冠军头衔“大满贯”的女棋手。1995年河北棋院成立后，胡明出任副院长。
胡明的丈夫是中国象棋大师阎文清。